# Laccophilus bicolor
Laccophilus bicolor är en skalbaggsart som beskrevs av François Louis Nompar de Caumont de Laporte 1835. Laccophilus bicolor ingår i släktet Laccophilus och familjen dykare. Inga underarter finns listade i Catalogue of Life.